# Legion Niezwykłych Tancerzy: Wybuch powstania
Legion Niezwykłych Tancerzy. Wybuch powstania (oryg. The LXD: The Uprising Begins lub The LXD: The Legion of Extraordinary Dancers) – amerykański film muzyczny z 2010 roku w reżyserii Jona M.Chu, twórcy i reżysera filmów takich jak Step Up 2 i Step Up 3D.
Światowa premiera produkcji odbyła się 7 lipca 2010 roku, natomiast w Polsce 12 lipca 2011.

## Obsada
- The LXD - Themselves
- Luis Rosado - Trevor Drift
- Harry Shum Jr. - Elliot Hoo
- William Wingfield - Katana